# Cavalls blaus
Cavalls blaus o Die grossen blauen Pferde (Els grans cavalls blaus) és una obra del pintor alemany Franz Marc de 1911.

## Rerefons
L'any 1911, Marc era un membre fundador del moviment Der Blaue Reiter (El genet blau), i era el centre d'un cercle d'artistes alemanys i russos expatriats juntament amb August Macke, Vassili Kandinski, i diveresos altres l'obra dels quals va ser clau en el desenvolupament de l'expressionisme alemany.

## Anàlisi
Aquesta obra, que representa tres cavalls blaus pintats vívidament mirant cap avall davant d'un paisatge de turons vermells ondulants, es caracteritza per l'ús de colors primaris clars. Segons l'Enciclopèdia Britànica, "els contorns poderosament simplificats i arrodonits dels cavalls ressonen en els ritmes del paisatge de fons, unint tots dos animals i configurant-se en un conjunt orgànic vigorós i harmoniós." Les línies corbes de Marc utilitzades per representar el subjecte emfasitzen "un sentit d'harmonia, pau, i equilibri" en un món animal espiritualment pur; veient l'obra, es permet als humans unir-se a aquesta harmonia. Marc va donar un significat o un propòsit emocional o psicològic als colors que va utilitzar en l'obra: el blau significava la masculinitat i l'espiritualitat, el groc representava l'alegria femenina, i el vermell encapsulava el so de la violència i la matèria base. Marc va utilitzar el blau al llarg de la seva carrera per representar l'espiritualitat; es creu que el seu ús de colors vius va ser un intent d'evitar el món material per evocar una essènciaespiritual o transcendental. Aquesta pintura a l'oli sobre tela mesura 105.7cm per 181.1cm (sense marc) i no està signada.
Es tracta d'una de les primeres grans obres de Marc que representen animals i és una de les més importants en la sèrie de retrats de cavalls. Es creu sovint que Marc considerava els animals més purs i més bells que els humans i que, per tant, les seves pintures representen una concepció panteista del fet diví o de l'espiritualitat.
El pintor suís Jean Bloé Niestlé (1884–1942) va instar Marc a "capturar l'essència de l'animal." Segons l'historiador de l'art Gabi La Cava, for Marc, "el sentiment que la temàtica de l'obra evoca és el més important"—més fins i tot que la precisió zoològica.

## Procedència
L'any 1942, el Walker Art Center de Minneapolis (a Minnesota), va comprar Cavalls blaus a través de la Fundació T. B. Walker i el seu fons memorial Gilbert M. Walker. Va ser la primera obra modernista important que va entrar en la col·lecció.

## En la cultura
L'obra va inspirar el títol d'un volum de poesia supervendes, Blue Horses (2014), de la poeta estatunidenca Mary Oliver.